# Lewisburg, Pennsylvania
Lewisburg är administrativ huvudort i Union County i delstaten Pennsylvania. Enligt 2010 års folkräkning hade Lewisburg 5 792 invånare.